# 鈴木光男
鈴木 光男（すずき みつお、1928年1月1日 - 2022年11月2日）は、日本の経済学者。専門はゲーム理論、日本の第一人者として中村健二郎ら有数の研究者を育てるとともに、『ゲーム理論入門』などの著書を残した。学位は、経済学博士（東北大学）。東京工業大学名誉教授。東京工業大学教授（工学部社会工学科、理学部情報科学科）、東京理科大学教授（工学部経営工学科、経営学部）を歴任。
学徒勤労動員の著書でも知られる。瑞宝中綬章受章者（2013年）。

## 来歴

### 幼少期から旧制高校時代
福島県石川郡石川町出身。3人の兄がいたが長兄と三兄は鈴木光男が生まれる前に夭逝し、次兄も鈴木が5歳の時亡くなっている。1943年4月、石川町立尋常小学校に入学する。小学校時代から戦時色が強くなり、高学年になると勤労奉仕として農家の手伝いに行くようになった。
1940年4月、私立石川中学校（現学校法人石川高等学校）に入学する。中学時代の夢は「小学校の教員になって、僻地教育に一生を捧げる」と言うことだった。3人の兄が夏目漱石、石川啄木、若山牧水などの多数の書籍を残してくれた。その中で若山牧水を愛読した。中学2年の時祖父を失う。
またライナー・マリア・リルケにも影響を受け『若き詩人への手紙』、『ドゥイノの悲歌』、『マルテの手記』などを読んだ。数学にも興味を持ち、『有限解析緒論上巻』（渡邉良勝）や『物理数学入門』（杉田元宜）を読み影響を受けている。1944年7月、中学5年生にて学徒勤労動員で相模陸軍造兵厰に配属となる。1944年、東京工業大学から同じく相模陸軍造兵厰に来ていた学生の話を聞き、山形高等学校 (旧制)を受験し合格した。6月に進学を理由に相模陸軍造兵厰を退厰する。同年8月、山形高等学校入学とともに勤労動員で山形県西村山郡柴橋村金谷で地下病院の構築を行う。
敗戦後、山形高等学校に登校し授業が開始される。鈴木は学生寮内に数学同好会を作るが、これは後に寮のサークル制度廃止もあって解散している。また、寮生新聞『ふすま』に短歌を寄稿し、いくつかが掲載された。斎藤茂吉や結城哀草果も出席するアララギの歌会にも出席したりもしたが、才能に限界を感じたり雰囲気に馴染めなかったため、鈴木は歌の世界から遠ざかることになる。

### 名古屋大学から東北大学へ
義兄が名古屋に在住しているという経済的事情から、1948年名古屋大学理数学部数学科に進学するも、数学科の高度で抽象的な講義に疑問を持ち、友人から東北大学で数理経済学という数学を使う経済学の大家がいるという話を聞き、名古屋大学を中退し1949年東北大学経済学部に入学した。またこの年の7月に母タケを失っている。
東北大学経済学部では、安井琢磨の「経済原論」、米沢治文の「統計学」、熊谷尚夫の「計画経済論」を中心に講義に出席する。また、米沢が指導する工業研究会に参加する。2年生になり、安井の理論経済学と米沢の統計学のゼミに参加する。
1950年4月に発行された『季刊理論経済学』に、一橋大学教授の山田雄三による「ミニマックス原理の要点」が発表され、日本に本格的にゲーム理論が紹介された。この論文に興味を持ったのが鈴木のゲーム理論との出会いである。安井ゼミではワルラス流の一般均衡理論の批判から始まり、経済学の確率論的認識を発表しているが、安井の関心事が一般均衡理論とケインズ経済学であったため、鈴木の発表に安井はあまり興味を示さなかった。
鈴木は漠然と大学に研究者として残ることを考えていたが、大学卒業前に安井から「大学に残れ。君はゲーム論の大家になれ」と勧められ大学に残ることを選択する。同大学を卒業（1952年）後、4月からは大学院の特別研究生として大学で研究を続ける。ジョン・ナッシュの非協力ゲーム理論やそれに必要な不動点定理を勉強するとともに、Debreuの論文を学会で紹介している。

### 東北大学講師
1955年、東北大学では特別研修生の身分のままで、教養部の非常勤講師として二年生の外国書購読（英書経済学部購読、通称英経）経済学部と法学部を担当した。週2日は授業のため教養部に足を運んだ。1956年には正式の講師となり、教養部の外国書購読は経済学部のみとなった。
1957年安井琢磨より勁草書房の「経済分析全書」の一つとして『ゲームの理論』を書くように言われ、1957年から1958年にかけて執筆に集中した。1958年1月に父銀治を失う。1959年『ゲームの理論』が出版され、同年に日本経済新聞社と日本経済研究センターから「日経・経済図書文化賞」を受賞した。
著書の出版後は、上京して内田忠夫、村上泰亮、森敬らが取り組む日本経済の実証的研究に参加したり、異なる所得層における消費者物価指数について研究している。

### プリンストン大学留学
1960年にロックフェラー財団より奨学金をもらうことが内定する。プリンストン大学のオスカー・モルゲンシュテルンに『ゲームの理論』と同書の目次英訳を送り留学受け入れを依頼し、留学承諾の手紙をもらう。1961年6月、安倍節子と結婚し二人で渡米することとなる。
アメリカでは、ロックフェラー・フェローとしてプリンストン大学のオスカー・モルゲンシュテルンの研究所に滞在する。この間、学会も含めてマーチン・シュービック、ロバート・オーマン、ミハエル・マッシラー、ハロルド・クーン、ロイド・シャープレーら多くのゲーム理論家と接する機会を得ることができ、帰国後もディスカッションペーパーを送ってもらえる関係を築いた特にロイド・シャープレーからは、ランド研究所のペーパーを出版の度に送ってもらうほどであった。また、のちにノーベル経済学賞を受賞するジョン・ナッシュにも会っており、後年回想記事を執筆している。
プリンストン大学では統計学の講義を聴講するとともに、畠中道雄とスペクトラム分析の研究に取り組む。畠中との研究の後、コンピュータを用いて日本経済の時系列データをスペクトラム解析した研究成果を残し、モルゲンシュテルンから評価される。滞在2年目の終わりにモルゲンシュテルンからもう1年残ることを勧められ、3年目はプリンストン大学のリサーチ・アソシエイトとしてこの研究を続けている。
鈴木は1964年7月に帰国し、東北大学に復職する。しかし恩師の安井琢磨は大阪大学への異動が決まっており、次の職を探す必要に迫られる。なお、鈴木はプリンストン大学で武者小路公秀や江藤淳と知り合っており、江藤が帰国後執筆した『アメリカと私』の文庫版では、鈴木が解説を担当している。

### 東京工業大学
東京工業大学の阿部統から誘われ、1965年3月に東京工業大学助教授に着任する。一般教養の統計学担当としてであったが、当時同大学で構想されていた複数学部構想に伴い社会工学部が設立された後は、そこでゲーム理論を講義できるという想定であった。鈴木が一般教養担当時代の同僚には、阿部、永井道雄、川喜田二郎、宮城音弥、永井陽之助がいた。
鈴木は「社会工学私見」を提出するなど社会工学部構想に前向きであったが、結局は理工学部が理学部と工学部に分かれ、新設された社会工学科は工学部に含まれた。鈴木は1967年から社会工学科に所属することになり、「計画数理」の講義を担当する。鈴木はこの講義を「社会的計画の数学的論理」として構成し、次第にゲーム理論を講義するようになるとともに、ゲーム理論の適用対象を公共的なものに広げていくことになる。
1970年には横浜市北部に転居。なお、鈴木は永井陽之助に誘われ、永井、高坂正堯、中嶋嶺雄、神谷不二、山崎正和、桃井真、萩原延壽らが参加する国際政治の研究会に参加していた。この研究会で鈴木は提携形ゲームのフォンノイマン・モルゲンシュテルン解を使って「三極構造の論理」、「日中米ソ4ヶ国間の同盟関係」、「国際関係における中立の可能性」などの報告を行い、外務省でも同様の内容を報告している。
1975年に大学院に総合理工学研究科が設立され、鈴木は同研究科システム科学専攻の兼担教員となる。鈴木は1976年4月より理学部情報科学科に異動しゲーム理論に専念することになるが、元学長の大山からは残念がられたという。なお、情報科学科では「ゲーム理論」という名称の科目を設置し、講義している。1988年3月、東京工業大学を60歳にて定年退職する。

### 東京理科大学
1988年4月、鈴木は東京理科大学に工学部経営工学科教授として赴任する。「経済分析I、II」「ゲーム理論I、II」といった講義を担当し、ゼミ生は初年度から8名が参加した。しかし5月から過労で3ヶ月半ほど入院して講義は中断、9月から講義を再開している。
鈴木は1993年4月に設立された経営学部に異動するが、授業は週1回で、卒業研究は継続して工学部経営工学科で指導した。1994年には『新ゲーム理論』を上梓している。また、関西大学に新設された総合情報部で1995年から2000年までの6年間、非常勤講師として「ゲーム理論」の講義を行う。2000年3月に東京理科大学を退職する。関西大学非常勤講師時代の教え子に竹村敏彦がいる。

### その後
東京理科大学を退職した後も2001年に「経済学における価格理論的アプローチとゲーム理論的アプローチの競合と共生」というパネルディスカッションに参加したり、2002年から2006年まで東京理科大学の公開講座で講義をしたりした。
また、その後も「数理経済研究センター（現：数理研究学会）」会報や『経済セミナー』などに寄稿を行うとともに、『学徒勤労動員の日々』、『社会を展望するゲーム理論 ―若き研究者へのメッセージ―』、『ゲーム理論と共に生きて』を出版するなど、執筆活動を続けていた（#著作の節も参照）。2022年11月2日没。

## 活動

### 趣味と人物
旧制中学時代にライナー・マリア・リルケの詩に親しみ、旧制高校時代には短歌も嗜んだ鈴木は、講義の合間に詩歌や短文を紹介することがあった。これは講義だけでなく著書の中でも同様で、ハイネ、ウィトゲンシュタイン、ニーチェ、島崎藤村、旧約聖書などを取り上げている。
なお、鈴木は旧制山形高校時代に八木柊一郎と芝居をしたこともあり、1954年に死去した初代中村吉右衛門の記録映画をきっかけに、歌舞伎好きになる。東北大学時代は上京の度に歌舞伎を見ていたといい、プリンストン大学留学後はすぐに歌舞伎を見に行っていた。鈴木は二代目中村吉右衛門のファンで、留学中には文通もしていた。また、留学中にはジョン・ナッシュと囲碁を打っていたこともある。
鈴木はゲーム理論の歴史を記し、雑誌（『経済評論』『経済セミナー』）や著書で紹介した。16-17歳で学徒勤労動員に従事した際には冷静な目で日記を記録しており、これも雑誌や著書（『学徒勤労動員の日々』『ゲーム理論と共に生きて』）で紹介している（#著書、#連載記事も参照）。鈴木がゲーム理論で世界的な教育研究を成し遂げた原体験に学徒勤労動員があったとする見方もある。
鈴木は自分を「昭和第一期生」と位置付けるとともに、自身をゲーム理論のような合理的な判断ができない人間と自嘲した。大学教員というものをあまり好きではなかったが、教員としての在り方や自信は大山義年のおかげで身に付いたと回想している。学生には「知識（knowledge）よりも叡智（wisdom）を」と呼びかけ、教育研究者には「大学教育の黄金律」を提唱。すぐに役立つもの4割、10-20年で役立つもの3割、20-30年で良かったと思えるもの2割、残り1割は期間関係なく将来必要と思うものに取り組むべき、とした。

### ゲーム理論の教育研究と普及
1953年に鈴木が学会誌に解説を執筆した際には、他の研究者も含めて「game」を使っており、まだゲームへの訳すらも定まっていなかった。また、恩師の安井琢磨から依頼された『線形計画と経済分析』の翻訳を断ったのは著者のドーフマン、ポール・サミュエルソン、ロバート・ソローがゲーム理論に対して批判的だったためであり、安井も他のゲーム理論研究者に対して批判的な発言することもあった時期であった。
1959年に出版した『ゲームの理論』では比較的早く協力ゲームや不動点定理を紹介し、「日経・経済図書文化賞」を受賞した。しかし東京工業大学の学生から文系的過ぎると批判されたため、鈴木は『ゲーム理論入門』を執筆した。1981年に出版されたこの本は広く読まれ、21世紀になってからも新装版が刊行されている。
鈴木は「日本におけるゲーム理論の第一人者」と言われるとともに、教育に関する業績や著書も評価されており、「日本のゲーム理論の父」と呼ぶ研究者もいる。鈴木は東京工業大学でゲーム理論を扱う講義を始めたが、世界的にも珍しい試みであり、講義させてくれた大学関係者、授業を聞いてくれた学生、研究室・セミを選んでくれたメンバーに著書で感謝の意を示している。なお、鈴木が語るゲーム理論はマルクス経済学風との評もある。
鈴木は社会システムをゲーム理論で解析していき、ゲーム理論の社会工学的側面を開拓した。また、鈴木は中村ナンバーの中村健二郎や、中原賞を受賞して日本経済学会会長を務めた岡田章らを輩出している（#門下生の育成も参照）。ゲーム理論の冬の時代から多くの批判に耐えて教育研究に取り組んだ鈴木は、自著の中で「日本という僻地で、ゲーム理論という生き物に、毎日、水をやって、枯らさないようにしてきたに過ぎない。幸いそれが成長して、日本でもゲーム理論に対する理解が深まり、多くの人材が多方面で活躍するようになった」と述べている。

### 社会工学
鈴木は「合意形成の必要性」から社会工学の基礎にゲーム理論を位置づけ、「社会の工学化」と「工学の社会化」に着目した。東京工業大学の複数学部計画における社会工学部構想に情熱を持って取り組み、「文部省や大学当局に提出する書類を山のように書いた」という。依頼されて提出した「社会工学私見」は大山義年学長から全学教授会で配布され、これは著書（鈴木 2007, pp. 292–296）にも全文を掲載している。また、『経済セミナー』に「社会工学の誕生」という解説も執筆している。
鈴木は社会工学科に所属したことから計画について考えるようになり、1975年には『計画と倫理』を出版する。1976年に中村健二郎と共著で『社会システム』を出版し、「社会工学的な分野の柱石」と評価された。この頃『週刊東洋経済』の企画で、岡本哲治との対談、江藤淳・大木英夫・公文俊平との四者会談に参加している。社会・経済システム学会へ入会する際に専門をゲーム理論と記してもらった鈴木であるが、これらの対談では社会工学者としての意識で臨んだという。
一方で、助手の中山幹夫ら研究室メンバーと水資源計画の他部門間配分問題に取り組み、神奈川県の酒匂川開発事業を分析する。シャープレイ値と仁を比較し、実務家の支持を受けた仁を用いている。この研究を県庁の資料提供者に送ったところ長洲一二神奈川県知事にも伝わり、鈴木は「西丹沢地区開発の基本構想」のメンバーや神奈川県総合計画審議会の委員を務めることになった（後者の会長は都留重人）。また、経済同友会と大蔵省が他の教員に依頼していた東南アジアの社会調査を、鈴木や学生も手伝っている。
鈴木は理学部情報科学科に移ってから、情報科学専攻、システム科学専攻、社会工学専攻、経営工学専攻といった4つの専攻の大学院生を受け持った。これは社会工学部構想の理念を残そうという意識の表れでもあった。後年「社会工学」という言葉があまり使われなくなったことに対して、自著で「理念が一般化して、社会工学という包括的な言葉はその必要がなくなったからと思いたい。」と記している。また、「社会の工学化」に対して「工学の社会化」が軽んじられていることを憂いている。

### 後進の育成
鈴木の研究室は多くの研究者を輩出し、東京工業大学はゲーム理論研究の拠点として国際的にも知られていた。「game theory as social engineering」という語が広まったのは、社会工学（Social engineering）専攻所属の教え子達が盛んに論文を発表したからだと述べている。
中村健二郎は1970年に東京工業大学に社会工学専攻が設置された際に進学し、博士課程まで進んだ。中村とは『社会システム ―ゲーム論的アプローチ―』という共著を執筆している。中村の提唱した指標はペレグによって「中村ナンバー」と命名された。中村が32歳で死去した後、鈴木が遺稿をまとめて論文集を発刊している。中山幹夫も中村とともに修士課程に進学し、修士課修了後の1972年3月より鈴木のもとで助手を務めており、鈴木と中村の共著にも協力している。同学年に林亜夫もいる。
武藤滋夫は鈴木のもとで卒業論文を執筆した後、鈴木からウィリアム・ルーカスへの依頼により、1974年からルーカスが在籍するコーネル大学に留学している。1979年からは東京工業大学で助手を務め、学会でゲーム理論の座談会が実施された際には、鈴木が司会、武藤が記録係を担当した。1984年の『協力ゲームの理論』は武藤との共著である。武藤の1学年上に金子守がおり、鈴木が編著の『ゲーム理論の展開』において、中山、中村とともに金子も第6章と第8章を担当している。
数学科出身で総合理工学研究科システム科学専攻の大学院生として鈴木の指導を受けた者として、岡田章や船木由喜彦らがおり、岡田は理学部情報科学科の助手を務めた。鈴木は岡田と『ゲーム理論の新展開』を執筆する予定であったが、この話は流れてしまっている。また、小野善康も鈴木のもとで学部卒業論文を執筆している。

## 略歴

### 学歴
- 1940年(昭和15年) - 石川中学校 (旧制)
- 1945年(昭和20年) - 山形高等学校 (旧制)理科甲類
- 1948年(昭和23年) - 名古屋大学 (旧制) 理学部数学科入学（翌年2月、自主退学）
- 1949年(昭和24年) - 東北大学 (旧制) 経済学部
- 1952年(昭和27年) - 同大学大学院経済学研究科特別研究生
ここまで（鈴木 2013, pp. 349–354, 鈴木光男略年譜）を参照。
- 1962年(昭和37年) - 東北大学にて経済学博士の学位を取得。[4]

### 職歴
- 1955年(昭和30年) - 東北大学教養部非常勤講師
- 1956年(昭和31年) - 東北大学経済学部講師
- 1961年(昭和36年) - ロックフェラー・フェローとしてプリンストン大学に滞在。
- 1963年(昭和38年) - プリンストン大学リサーチ・アソシエイト（1964年に東北大学に復職）
- 1965年(昭和40年) - 東京工業大学一般教養 助教授
- 1967年(昭和42年) - 同大学工学部社会工学科 助教授
- 1976年(昭和51年) - 同大学理学部情報科学科 教授
- 1988年(昭和63年) - 東京理科大学工学部経営工学科 教授、東京工業大学名誉教授
- 1993年(平成5年) - 同大学経営学部 嘱託教授（常勤）
- 1999年(平成11年) - 同大学嘱託教授・非常勤講師
- 2000年(平成12年) - 同大学 退職
上記は（鈴木 2013, pp. 349–354, 鈴木光男略年譜）を参照。

### 受賞・栄典
- 1959年(昭和34年) - 第2回日経・経済図書文化賞[50][51]
- 2013年(平成25年) - 平成25年春瑞宝中綬章[14]

## 著作

### 著書
（単著）
- 『ゲームの理論』 勁草書房、1959年／オンデマンド出版、2003年12月、ISBN 978-4-326-98034-5。[142]
- 『人間社会のゲーム理論 ―最適戦略を求めて―』 講談社〈講談社現代新書〉、1970年
- 『計画の倫理』東洋経済新報社、1975年
- 『ゲーム理論入門』 共立出版、1981年／新装版、2003年、ISBN 978-4-320-01725-2。[106]
- 『新ゲーム理論』 勁草書房、1994年4月。ISBN 4-326-50082-4。
- 『ゲーム理論の世界』 勁草書房、1999年10月。ISBN 4-326-55037-6。／オンデマンド出版、2015年6月、ISBN 978-4-326-98217-2。[143]
- 『社会を展望するゲーム理論 ―若き研究者へのメッセージ―』 勁草書房、2007年10月。ISBN 978-4-326-55057-9。
- 『学徒勤労動員の日々 ―相模陸軍造兵廠と地下病院建設―』 近代文藝社、2010年。ISBN 978-4-773-37729-3。
- 『ゲーム理論と共に生きて』 ミネルヴァ書房〈「自伝」my life my world〉、2013年3月。ISBN 978-4-623-06502-8。
- 『ゲーム理論のあゆみ』 有斐閣、2014年。ISBN 978-4-641-16430-7。

（共著）
- 鈴木光男、中村健二郎 『社会システム ―ゲーム論的アプローチ―』〈エンジニアリング・サイエンス講座 32〉、1976年4月。ISBN 4320070542。
- 鈴木光男、武藤滋夫『協力ゲームの理論』東京大学出版会、1985年7月、ISBN 4130640712。

（編集・翻訳）
- 『競争社会のゲームの理論』 勁草書房、1970年、ISBN 4326550058。
- 『計画と決定』 学習研究社〈講座情報社会科学 7 社会的技術の展開 3〉、1972年、NCID BN00832199。
- 『ゲーム理論の展開』 東京図書、1973年、NCID BN03237260。
- Michael Bacharach 『経済学のためのゲーム理論』 鈴木光男、是枝正啓 訳、東洋経済新報社、1981年4月。ISBN 449247031X。
- 中村健二郎『中村健二郎遺稿集 ゲーム理論と社会選択』 鈴木光男 編、勁草書店、1981年、NCID BN00643957。

### 学会誌記事
- 「Convex Coneの性質」『季刊 理論経済学』第7巻、第1-2号、1956年、257-266頁。
- 「経済成長率の時間単位」『季刊 理論経済学』第17巻第2号、1966年、75-77頁。
- 「社会システムの安定性」『計測と制御』第12巻第6号、1973年、495-504頁。
- 「社会システムにおける交渉の論理」『計測と制御』第13巻第4号、1974年、356-365頁。
- 「水資源共同開発へのゲーム理論の応用」、『オペレーションズ・リサーチ 経営の科学』第21巻第6号、1976年6月、296-299頁。NAID 110001186148。
- 「共同事業における費用負担」、『オペレーションズ・リサーチ 経営の科学』第23巻第4号、1978年4月、208-213頁。NAID 110001185954。
- 「ゲーム理論とOR」、『オペレーションズ・リサーチ 経営の科学』第24巻第10号、1979年10月、610-614頁。NAID 110001186545[注釈 13]。
- 「ゲーム理論の発展とゲームの解」、『オペレーションズ・リサーチ 経営の科学』第26巻第10号、1981年10月、560-565頁。NAID 110001186877。
- 「情報と意思決定 ― ゲーム論的分析」、『社会・経済システム』第3巻、1985年11月、32-36頁。- 岡田章との共著。
- 「学会の歴史を振り返って」、『社会・経済システム』第21巻、2002年1月、53-56頁。
- 「ゲーム形式の多様化」『早稲田政治経済学雑誌』第354号、2004年2月、4-10頁。NAID 120000792409
電子版が閲覧できるもののみ掲載。

### 連載記事
- 「ゲーム理論成立の歴史」、『経済評論』日本評論社、1973年4月-6月[144]
- 「交渉の論理と公正の原理」、『経済評論』日本評論社、1974年1月-5月[144]
- 「語られざる歴史"勤労動員"」、『自由』、自由社、1975年3月-4月[145]
- 「情報のゲーム理論」、『数理科学』サイエンス社、1979年[146]
- 「ゲーム理論への招待」、『経済セミナー』日本評論社、1986-1987年[147]
- 「ゲーム理論の50年／続ゲーム理論の50年」、『経済セミナー』日本評論社、1995-1996年[148]
- 「ゲーム理論今昔物語」、『経済セミナー』日本評論社、2004-2006年[148]
これらの雑誌には、ほかにも多くの鈴木の記事が掲載されている[144][146][148]。